# Epimenides

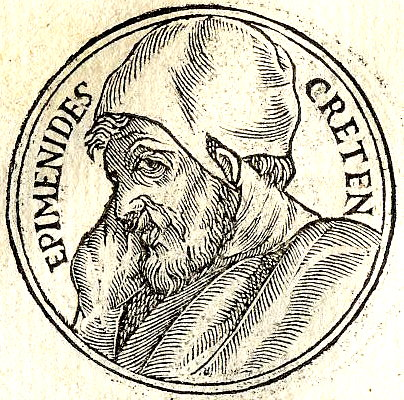
Epimenides, Phantasiedarstellung aus der Mitte des 16. Jahrhunderts

Epimenides (altgriechisch Ἐπιμενίδης Epimenídēs) lebte im 5., 6. oder 7. Jahrhundert v. Chr. in Knossós auf Kreta und in Athen. Er war Philosoph und berühmtester Seher und Reinigungspriester („Katharte“) seiner Zeit sowie 
ein Zeitgenosse der Sieben Weisen, zu denen er auch gerechnet wird. Er wird auch als  Vorsokratiker bezeichnet.

## Leben und Wirken
Epimenides gehörte dem enthusiastischen Kult des Zeus und der Kureten an, mit dem auf Kreta eine geheime Priesterweisheit verbunden war. Er soll auch einst in der Diktäischen Höhle bei Knossós geschlafen haben und erst nach 57 Jahren wieder aufgewacht sein.
Sein Rat war selbst von Staaten begehrt. Er veranlasste Veränderungen in den heiligen Bräuchen der Athener und führte Einfachheit und Mäßigung in Athen ein; auch soll er der Erfinder des Pflugs gewesen sein. Als Lohn soll er sich einen Zweig des heiligen Ölbaums auf der Burg erbeten haben. Der Altar des „unbekannten Gottes“ in Athen, den der Apostel Paulus Jahrhunderte später in seiner Rede auf dem Areopag erwähnte, wurde auf die Initiative von Epimenides hin aufgestellt.
Die Spartaner sollen ihn in einem Krieg mit Knossós gefangen genommen und, weil er ihnen nur Unheil weissagte, hingerichtet und in Argos beerdigt haben. Epimenides sei auch oft wiedergeboren worden, und ihm wurde ebenso ein sagenhaftes Alter nachgesagt, die Angaben reichen von 150 bis 299 Jahre. Man schreibt ihm mehrere Gedichte und prosaische Schriften zu, von denen einige Orakelsprüche und Sühnlieder vielleicht wirklich von ihm herrühren.
Es ist nicht sicher, ob die ihm zugeschriebene Dichtung wirklich von ihm verfasst oder nur unter seinem Namen veröffentlicht wurde. Erhalten sind einige Fragmente seiner Aussagen und Schriften aus den Werken anderer antiker Schriftsteller wie Aelian, Pausanias, Plutarch oder Philodem.

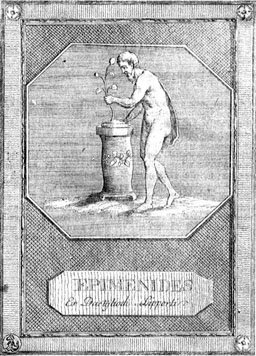
Epimenides

Am bekanntesten ist ein Hexameter, der anonym im Brief des Paulus an Titus 1,12 zitiert ist und um 200 n. Chr. von Clemens von Alexandria Epimenides zugeschrieben wurde:

„Kreter sind immer Lügner, wilde Tiere, faule Bäuche.“

Dass Kreter lügen, erwähnt schon vorher ein Gedicht Ad iovem von Kallimachos von Kyrene im 3./4. Jh. v. Chr., aber ohne Zitat und Bezug zu Epimenides. Der Hexameter wird auch in einen Vierzeiler aus dem Gedicht Cretica zitiert, das aber eine unechte spätere Konstruktion ist. Der Vers erlangte Bedeutung in der Logik, weil er in Beziehung zum Lügner-Paradoxon steht; er wird dort als Paradoxon des Epimenides in der vereinfachten Umformulierung „Epimenides der Kreter sagte: Alle Kreter sind Lügner“ referiert.
Auch einige kosmogonische Lehren wurden auf Epimenides zurückgeführt.

## Rezeption
An den Mythos von Epimenides’ Schlaf knüpft Goethes patriotisches Festspiel Des Epimenides Erwachen (1815) an.
Der Mondkrater Epimenides wurde 1935 nach ihm benannt.